# Ala el·líptica

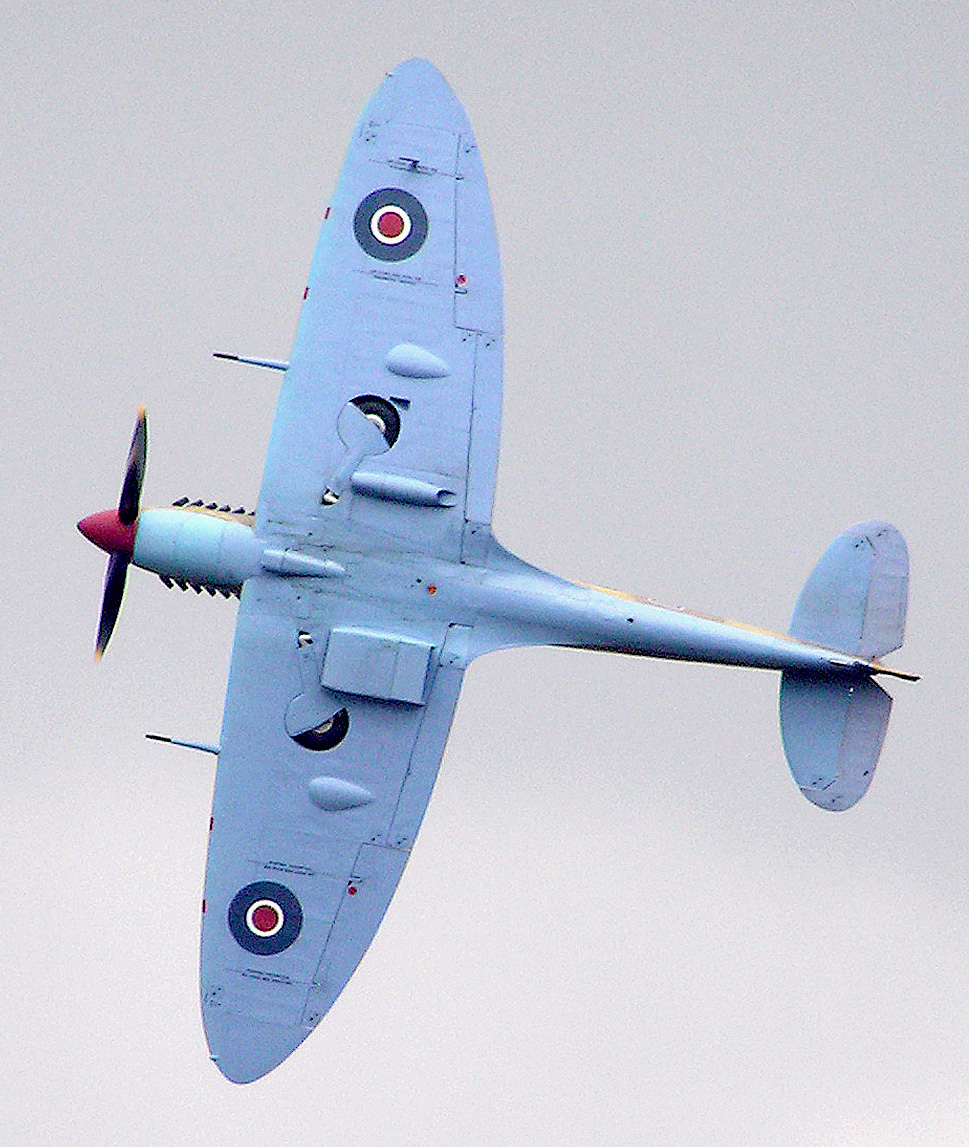
L'avió de combat Supermarine Spitfire amb una ala el·líptica modificada.

Una ala el·líptica és una ala amb una forma en planta que permet minimitzar la resistència induïda.
L'ala, contràriament al que es creu, no té forma el·líptica, sinó que segueix una distribució de cordes el·líptica que de no estar alineades pel seu centre aerodinàmic sí que dibuixarien una forma en planta el·líptica. La curvatura de l'ala, més petita en els extrems, determina un flux d'aire homogeni al llarg d'aquesta i una sustentació pràcticament nul·la en els extrems, amb el resultat d'un millor rendiment aerodinàmic.
És difícil de fabricar. La forma tridimensional dels components és complexa i cara. La forma el·líptica pura no és, necessàriament, la millor opció. Una forma d'el·lipse truncada pot tenir el mateix rendiment. Una ala trapezoïdal, molt més fàcil de fabricar, aconsegueix gairebé una efectivitat semblant. La força de sustentació uniforme augmenta els riscs d'entrada en pèrdua de sustentació a baixa velocitat.

## Història
L'ala el·líptica va aparèixer en els avions britànics Supermarine de la Copa Schneider la dècada del 1930. Avions que inspiraren el Supermarine Spitfire, un dels avions de combat de la Segona Guerra Mundial. També l'avió alemany Heinkel HE 70 va adoptar una configuració similar, en les seves funcions d'avió postal ràpid o de reconeixement. El bombarder Heinkel He 111 inspirat en el model anterior disposava d'ala el·líptica en les primeres versions. La majoria dels Republic P-47 Thunderbolt, avió de combat estatunidenc, es fabricaren amb ala el·líptica. Molts avions des d'aleshores utilitzen ales convencionals amb extrems el·líptics, amb idea de gaudir dels avantatges sense que augmentin les dificultats de fabricació.